# Elaphoglossum marginatum
Elaphoglossum marginatum är en träjonväxtart som först beskrevs av Nathaniel Wallich, Fée, och fick sitt nu gällande namn av Moore. Elaphoglossum marginatum ingår i släktet Elaphoglossum och familjen Dryopteridaceae. Utöver nominatformen finns också underarten E. m. callifolium.